# Вулиці Луцька

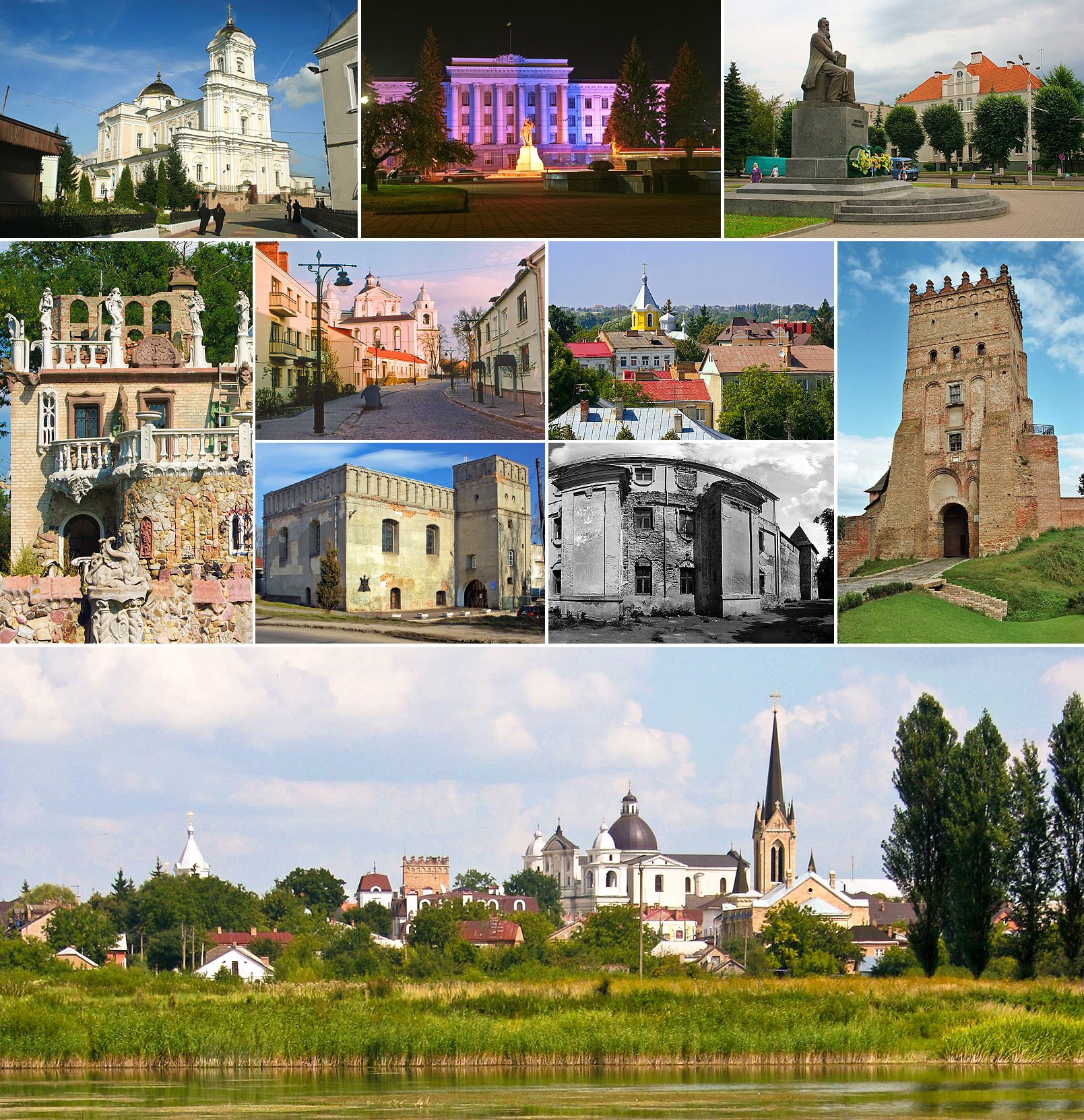
Види Луцька

Перші вулиці Луцька сформувалися на рубежі XIII–XIV століть.
Сучасний Луцьк налічує понад 500 проспектів, площ, набережних, вулиць, провулків, проїздів і шосе.

## Перелік вулиць Луцька
Перелік сучасних (станом на 2020 р.) назв вулиць, провулків, і майданів Луцька.

### 0—9
- 1-й Збаразький провулок
- 1-й Малоомелянівський провулок
- 1-й Степовий провулок
- 1-й провулок Трутовського
- 2-й Збаразький провулок
- 2-й Малоомелянівський провулок
- 2-й Степовий провулок
- 2-й провулок Трутовського
- 3-й Малоомелянівський провулок
- 3-й Степовий провулок
- 3-й провулок Трутовського
- 4-й Малоомелянівський провулок
- 4-й Степовий провулок
- 5-й Малоомелянівський провулок
- 6-й Малоомелянівський провулок
- 7-й Малоомелянівський провулок
- 8 Березня
- 8-й Малоомелянівський провулок

### А
- Авіаторів
- Агатангела Кримського
- Агрономічна
- Айвазовського
- Акацієва
- Андрія Марцинюка
- Андрузького
- Арсена Річинського
- Арцеулова

### Б
- Баженова
- Базарна
- Балакірева
- Балтійська
- Бандери Степана
- Баранова
- Баранова, пров.
- Безіменна
- Бенделіані
- Березова
- Берестечківська
- Берестова
- Бесараб Ольги
- Бєлінського
- Бічна
- Богдана Хмельницького
- Богомольця
- Боженка
- Боровиковського
- Бородіна
- Борохівська
- Боткіна
- Братковського
- Майдан Братський Міст
- Брестська
- Бринського
- Брюллова
- Будівельників
- Бурчака Нестора

### В
- Вавилова
- Валерії Новодворської
- Варварівка
- Василя Стуса
- Василя Мойсея, проспект
- Вахтангова
- Вербова
- Вересая
- Верещагіна
- Вериківського
- Весела
- Весняна
- Ветеранів
- Виговського
- Винниченка
- Вишенського
- Вишківська
- Вишківський, пров.
- Вишнева
- Вишнівецька
- Відродження, проспект
- Вільхова
- Вільямса
- Вітковського
- Воїнів-афганців
- Волгоградська
- Волинська
- Волноваська
- Волі, проспект
- Володимирська
- Вороніхіна
- В'ячеслава Хурсенка

### Г
- Гаврилюка
- Гайдамацька
- Галини Коханської
- Галини Коханської, пров.
- Галшки Гулевичівни
- Генерала Шухевича
- Героїв УПА
- Гетьмана Дорошенка
- Гетьмана Мазепи
- Гетьмана Сагайдачного
- Гірна
- Глибока
- Глібова
- Глієра
- Глінки
- Глушець
- Гнатюка
- Гнідавська
- Гнідавський, пров.
- Говорова
- Гоголя
- Георгія Гонгадзе
- Гончара
- Гончарівка
- Гончарова
- Горіхова
- Горішня
- Городецька
- Госпітальна
- Гостинна
- Грабова
- Грабовського
- Градний узвіз
- Гребінки
- Грекова
- Гречана
- Григорія Андрузького
- Григорія Гуляницького
- Гризодубової
- Грінченка, пров.
- Громової
- Грушевського, майдан
- Грушевського, проспект
- Гулака-Артемовського
- Гущанська

### Д
- Далека
- Данила Галицького
- Данила Шумука
- Даньшина
- Дарвіна
- Даргомижського
- Дачна
- Декабристів
- Дмитра Донцова
- Дмитра Донцова, пров.
- Дністрянського
- Добролюбова
- Довженка
- Докучаєва
- Долинна
- Дорожний, пров.
- Драгоманова
- Дружби Народів, бульв.
- Дубнівська
- Дубова

### Е
- Електроапаратна

### Є
- Євгена Сверстюка
- Єрмолової
- Єршова

### Ж
- Жуковського
- Журавлина

### З
- Заводська
- Загородня
- Задворецька
- Залізна
- Залізнична
- Залізняка
- Замкова
- Заньковецької
- Заповітна
- Запорізька
- Зарічна
- Застав'я
- Затишна
- Захарова
- Захисників України
- Західна
- Зацепи
- Збаразька
- Зв'язківців
- Зелена
- Земнухова

### І
- Івана Кожедуба
- Ізмайлова
- Індустріальна
- Іова Кондзелевича
- Івана Мазепи

### К
- Калинова
- Караїмська
- Карбишева
- Кармелюка
- Карпенка-Карого
- Кафедральна
- Качалова
- Качалова, пров.
- Каштанова
- Квітова
- Київський, майдан
- Ківерцівська
- Кічкарівська
- Кленова
- Клима Савура
- Княгинівська
- Князів Острозьких
- Князів Ружинських
- Кобилянської
- Ковалевської
- Ковельська
- Ковпака
- Козакова
- Кольцова
- Комка
- Комунальний, пров.
- Кондратюка
- Коновальця
- Конякіна
- Кооперативна
- Копачівська
- Коперника
- Короленка
- Корольова
- Коротка
- Космонавтів
- Костопільська
- Котляревського
- Коцюбинського
- Кочерги
- Кошового
- Кравчука
- Кременецька
- Кривий Вал
- Кривоноса
- Крушельницької
- Кульчинської
- Кульчицької
- Купріна
- Курбаса
- Курська
- Курчатова
- Кутузова

### Л
- Ландау
- Ланова
- Левадна
- Левітана
- Леонтовича
- Лесі Українки
- Лєрмонтова
- Лєскова
- Липинського[2]
- Липлянська
- Липова
- Липовецька
- Лисенка
- Лідавська
- Літня
- Ліщинова
- Лобачевського
- Ломоносова
- Лопатіна
- Лугова
- Лютеранська
- Лятошинського
- Львівська
- Львівський, пров.
- Люблінська

### М
- Мазурця
- Макарова
- Маковського
- Малинова
- Малоомелянівська
- Мамсурова
- Марка Вовчка
- Матросова
- Межова
- Мельнична
- Мендєлєєва
- Механічна
- Мечнікова
- Міхновського
- Миколи Куделі
- Микулицька
- Милушська
- Миру
- Мисливська
- Митрополита Андрея Шептицького
- Міліційна
- Мінська
- Мічуріна
- Можайського
- Молоді, проспект
- Молодіжна
- Молодогвардійців
- Мурашка
- Мялковського Миколи[3]

### Н
- На таборищі
- Набережна
- Нагірна
- Надозерна
- Надрічна
- Наливайка
- Народних Дружинників
- Нахімова
- Невського
- Нестерова
- Нечуя-Левицького
- Нижній проїзд
- Нижня
- Нікішева
- Нова
- Новоброварна
- Новочерчицька

### О
- Овочева
- Огієнка
- Озерецька
- Олександра Богачука
- Ошуркевича
- Олексія Шума
- Олекси Алмазова
- Олени Теліги
- Олицька
- Ольжича
- Ольхова
- Острозька
- Офіцерська

### П
- Павла Пащевського
- Павлюка
- Панаса Мирного
- Паркова
- Партизанська
- Патона
- Паторжинського
- Педагогічна
- Перемоги, проспект
- Перовської
- Петра Болбочана
- Петра Маха
- Петра Могили
- Петрова
- Петрусевича
- Пилипа Орлика
- Пирогова
- Писаревського
- Південна
- Північна
- Підгаєцька
- Пінська
- Плитниця
- Повстанська
- Поліська Січ
- Полонківська
- Польова
- Поморська
- Попова
- Потапова
- Потебні
- Поштова
- Прасолів
- Пржевальського
- Привітна
- Привокзальна
- Привокзальний майдан
- Прилуцька
- Прилуцький, пров.
- Прогресу
- Проектувальна
- Профспілкова
- Путінцева
- Пушкіна
- П'ятницька гірка

### Р
- Ранкова
- Рахманінова
- Ревуцького
- Рєпіна
- Рилєєва
- Рильського
- Ринок
- Рівненська
- Робітнича
- Рогова
- Ростислава Волошина
- Романюка
- Руданського
- Руська

### С
- Садова
- Садовий, пров.
- Садовського
- Саксаганського
- Салтикова-Щедріна
- Сапалаївська
- Саперів
- Свердлова
- Світла
- Севастопольська
- Селищна
- Сенатора
- Сенаторки Левчанівської
- Сєчєнова
- Симиренка
- Сільська
- Сірої Дивізії
- Січова
- Сковороди
- Скрябіна
- Словацького
- Смелякова, пров.
- Смирнова
- Соборності, проспект
- Сонячна
- Соснова
- Сосюри
- Срібна
- Спортивна
- Ставки
- Сталева
- Станіславського
- Стара дорога
- Старицького
- Старицького, пров.
- Старова
- Старосільська
- Степана Кривенького
- Степова
- Стефаника
- Стефаника, пров.
- Стецька
- Стирова
- Стрельникова
- Стрілецька
- Струтинської, пров.
- Супутникова
- Сурикова
- Сухомлинського
- Східна

### Т
- Тарасова
- Театральна
- Театральний, майдан
- Теремнівська
- Тесленка
- Тещин язик, проїзд
- Тиха
- Тімірязєва
- Товарова
- Топольова
- Троїцька
- Трудова
- Трункіна
- Трутовського
- Туполєва
- Тургенєва

### У
- Уласа Самчука
- Учительська
- Ушинського

### Ф
- Фабрична
- Федорова
- Фестивальна
- Філатова
- Фільваркова
- Фільтрова
- Франка

### Х
- Хакімова
- Холмська
- Холодноярська
- Хотинська
- Християнська

### Ц
- Цегельна
- Центральна
- Ціолковського

### Ч
- Чайковського
- Чекаліна
- Челюскіна
- Червоного Хреста
- Червоної Калини
- Чернишевського
- Черняховського
- Черчицька
- Чехова
- Чорновола

### Ш
- Шевченка
- Шишкіна
- Шкільна
- Шопена
- Шота Руставелі
- Шота Руставелі, пров.

### Щ
- Щепкіна
- Щусєва

### Ю
- Юрія Тютюнника

## Я
- Яблунева
- Янки Купали
- Яровиця
- Ярощука
- Ясенова
- Ясна